# 阿夫克先季·拉巴瓦
阿夫克先季·纳尼基维奇·拉巴瓦（俄语：Авксентий Нарикиевич Рапава，1899年5月4日—1955年11月15日）格鲁吉亚人，主持格鲁吉亚大清洗的领导人之一，格鲁吉亚共和国内务部委员、司法部部长，斯大林去世后被提拔为格鲁吉亚共和国监察部部长，1953年贝利亚被捕后，被免职逮捕，于1955年被处决。